# لي كونكلين
لي كونكلين (بالإنجليزية: Lee Conklin)‏ هو مصمم ملصقات ‏ أمريكي، ولد في 1941.